# Чемпіонат Південної Америки з легкої атлетики 2019
Чемпіонат Південної Америки з легкої атлетики 2019 був проведений 24-26 квітня на легкоатлетичному стадіоні спортивного комплексу «Villa Deportiva Nacional».

## Призери

### Чоловіки
| Дисципліни                | Золото                                                             | Золото      | Срібло                                                                                | Срібло    | Бронза                                                                        | Бронза    |
| ------------------------- | ------------------------------------------------------------------ | ----------- | ------------------------------------------------------------------------------------- | --------- | ----------------------------------------------------------------------------- | --------- |
| 100 метрів                | Родрігу ду Насіменту Бразилія                                      | 10,28       | Феліпе Барді дос Сантос Бразилія                                                      | 10,43     | Дієго Паломеке Колумбія                                                       | 10,47     |
| 200 метрів                | Бернардо Балоєс Колумбія                                           | 20,42 CR    | Родрігу ду Насіменту Бразилія                                                         | 20,63     | Крістофер Ортіс Парагвай                                                      | 20,98     |
| 400 метрів                | Антоні Самбрано Колумбія                                           | 45,53       | Лукас Карвалью Бразилія                                                               | 46,12     | Андерсон Енрікес Бразилія                                                     | 46,15     |
| 800 метрів                | Лусіріо Антоніо Гаррідо Венесуела                                  | 1.46,27     | Хелссін Робледо Колумбія                                                              | 1.47,31   | Марко Антоніо Вілка Перу                                                      | 1.48,06   |
| 1500 метрів               | Лусіріо Антоніо Гаррідо Венесуела                                  | 3.55,04     | Хав'єр Лакамойре Аргентина                                                            | 3.55,15   | Карлос де Олівейра Сантос Бразилія                                            | 3.55,18   |
| 5000 метрів               | Альтобелі да Сілва Бразилія                                        | 13.50,08 CR | Хосе Луїс Рохас Перу                                                                  | 13.53,11  | Герард Гіральдо Колумбія                                                      | 13.54,51  |
| 10000 метрів              | Бірон П'єдра Еквадор                                               | 28.48,13    | Хосе Маурісіо Гонсалес Колумбія                                                       | 28.48,60  | Відаль Баско Болівія                                                          | 28,52,32  |
| 110 метрів з бар'єрами    | Габріель Константіну Бразилія                                      | 13,54       | Йохан Чаверра Колумбія                                                                | 13,66     | Едуарду Родрігес де Деус Бразилія                                             | 13,68     |
| 400 метрів з бар'єрами    | Алісон Сантос Бразилія                                             | 49,88       | Альфредо Сепульведа Чилі                                                              | 50,03     | Гільєрмо Руджері Аргентина                                                    | 50,20     |
| 3000 метрів з перешкодами | Карлос Санмартін Колумбія                                          | 8.36,37     | Альтобелі да Сілва Бразилія                                                           | 8.38,43   | Герард Гіральдо Колумбія                                                      | 8.41,48   |
| 4×100 метрів              | ВенесуелаАльберто Агіяр Абдель Каліль Алехіс Ньєвіс Рафаель Васкес | 39,56       | БразиліяЕрік Кардоса Габріел Костантіну Родрігу ду Насіменту Едуарду Родрігес де Деус | 39,91     | КолумбіяДжонні Рентерія Дієго Паломеке Їльмар Еррера Бернардо Балоєс          | 39,94     |
| 4×400 метрів              | КолумбіяДжонні Рентерія Дієго Паломеке Кевін Міна Антоні Самбрано  | 3.04,04     | БразиліяЛукас Карвалью Алісон Сантос Махау Сугіматі Андерсон Енрікес                  | 3.04,13   | ВенесуелаЕнцо Фаульбаум Рафаель Муньйос Алехандро Пейрано Альфредо Сепульведа | 3.11,84   |
| Ходьба 20000 метрів       | Джон Кастаньєда Колумбія                                           | 1:22.33,4   | Давід Уртадо Еквадор                                                                  | 1:23.39,7 | Луїс Кампос Перу                                                              | 1:24.17,5 |
| Стрибки у висоту          | Александер Бовен Панама                                            | 2,21        | Фернанду Феррейра Бразилія                                                            | 2,21      | Еуре Яньєс Венесуела                                                          | 2,18      |
| Стрибки з жердиною        | Аугусту Дутра де Олівейра Бразилія                                 | 5,61        | Тьягу Брас да Сілва Бразилія                                                          | 5,41      | Херман К'яравільйо Аргентина                                                  | 5,21      |
| Стрибки в довжину         | Еміліано Ласа Уругвай                                              | 7,76        | Паулу Сержіу Олівейра Бразилія                                                        | 7,71      | Рауль Мена Колумбія                                                           | 7,66      |
| Потрійний стрибок         | Максіміліано Діас Аргентина                                        | 16,23       | Кавам Бенто Бразилія                                                                  | 16,18     | Мігель ван Ассен Суринам                                                      | 16,11     |
| Штовхання ядра            | Дарлан Романі Бразилія                                             | 21,00       | Вілліан Дорадо Бразилія                                                               | 19,09     | Герман Лауро Аргентина                                                        | 18,97     |
| Метання диска             | Маурісіо Ортега Колумбія                                           | 58,89       | Дуглас Жуніор Бразилія                                                                | 56,43     | Клаудіо Ромеро Чилі                                                           | 54,31     |
| Метання молота            | Габріель Кер Чилі                                                  | 75,27 CR    | Умберто Мансілья Чилі                                                                 | 73,00     | Аллан Вольскі Бразилія                                                        | 72,51     |
| Метання списа             | Хайме Маркес Колумбія                                              | 78,00       | Франсіско Мусе Чилі                                                                   | 75,97     | Арлей Ібаргуен Колумбія                                                       | 75,83     |
| Десятиборство             | Хеорні Харамільйо Венесуела                                        | 7784        | Герсон Ісагуїрре Венесуела                                                            | 7302      | Серхіо Пандіані Аргентина                                                     | 7226      |

### Жінки
| Дисципліни                | Золото                                                              | Золото     | Срібло                                                                   | Срібло     | Бронза                                                                          | Бронза     |
| ------------------------- | ------------------------------------------------------------------- | ---------- | ------------------------------------------------------------------------ | ---------- | ------------------------------------------------------------------------------- | ---------- |
| 100 метрів                | Віторія Крістіна Роза Бразилія                                      | 11,24      | Андреа Пуріка Венесуела                                                  | 11,49      | Габріела Суарес Еквадор                                                         | 11,64      |
| 200 метрів                | Віторія Крістіна Роза Бразилія                                      | 22,90      | Андреа Пуріка Венесуела                                                  | 23,37      | Габріела Суарес Еквадор                                                         | 23,65      |
| 400 метрів                | Тіффані Марінью Бразилія                                            | 52,81      | Ліна Лікона Колумбія                                                     | 53,18      | Ноелія Мартінес Аргентина                                                       | 53,47      |
| 800 метрів                | Дебора Родрігес Уругвай                                             | 2.02,68    | Андреа Кальдерон Еквадор                                                 | 2.05,49    | Йоана Аррієта Колумбія                                                          | 2.05,91    |
| 1500 метрів               | Марія Пія Фернандес Уругвай                                         | 4.27,44    | Мар'яна Бореллі Аргентина                                                | 4.27,83    | Жюлі да Сілва Бразилія                                                          | 4.27,93    |
| 5000 метрів               | Флоренсія Бореллі Аргентина                                         | 15.42,60   | Кароліна Табарес Колумбія                                                | 15.46,04   | Лус Мері Рохас Перу                                                             | 15.46,27   |
| 10000 метрів              | Кароліна Табарес Колумбія                                           | 33.36,77   | Татіеле ді Карвалью Бразилія                                             | 33.40,70   | Муріель Конео Колумбія                                                          | 33.43,00   |
| 100 метрів з бар'єрами    | Генезіз Ромеро Венесуела                                            | 13,29      | Ельєсіт Паласіос Колумбія                                                | 13,49      | Аделлі Сантос Бразилія                                                          | 13,64      |
| 400 метрів з бар'єрами    | Мелісса Гонсалес Колумбія                                           | 55,73 CR   | Джианна Вудрафф Панама                                                   | 56,76      | Фйорелла Ч'яппе Аргентина                                                       | 57,03      |
| 3000 метрів з перешкодами | Татіане Ракел да Сілва Бразилія                                     | 9.45,52 CR | Белен Касетта Аргентина                                                  | 10.04,54   | Сімоне Феррас Бразилія                                                          | 10.05,88   |
| 4×100 метрів              | БразиліяАнні де Бассі Ана Азеведу Бруна Фаріас Андресса Фіделіс     | 44,70      | КолумбіяМелісса Гонсалес Дженніфер Паділья Еліана Чавес Ельєсіт Паласіос | 44,97      | АргентинаФлоренсія Ламболья Ноелія Мартінес Марія Санчес Марія Вікторія Вудворд | 45,65      |
| 4×400 метрів              | КолумбіяЛіна Лікона Мелісса Гонсалес Еліана Чавес Дженніфер Паділья | 3.32,81    | БразиліяАна Азеведу Марлін Сантос Алессандра Сілва Тіффані Марінью       | 3.35,29    | АргентинаМарія Аєлен Діого Фйорелла Ч'яппе Валерія Барон Ноелія Мартінес        | 3.36,76    |
| Ходьба 20000 метрів       | Карла Харамільйо Еквадор                                            | 1:30.52,00 | Анхела Кастро Болівія                                                    | 1:32.36,00 | Лейде Гуерра Перу                                                               | 1:33.40,00 |
| Стрибки у висоту          | Марія Фернандо Мурільйо Колумбія                                    | 1,90       | Валділея Мартінс Бразилія                                                | 1,80       | Елойса Паес АргентинаМоніке Вармелінг Бразилія                                  | 1,75       |
| Стрибки з жердиною        | Робейліс Пейнадо Венесуела                                          | 4,56       | Катерін Кастільйо Колумбія                                               | 4,11       | Жуліана Кампус Бразилія                                                         | 3,91       |
| Стрибки в довжину         | Еліане Мартінс Бразилія                                             | 6,71       | Кейла Коста Бразилія                                                     | 6,38       | Макарена Реєс Чилі                                                              | 6,36       |
| Потрійний стрибок         | Йосіріс Уррутія Колумбія                                            | 13,85      | Люба Сальдівар Еквадор                                                   | 13,45      | Габріеле дос Сантос Бразилія                                                    | 13,30      |
| Штовхання ядра            | Аїмара Еспіноса Венесуела                                           | 17,44      | Гейза Арканжу Бразилія                                                   | 17,16      | Анхела Рівас Колумбія                                                           | 17,10      |
| Метання диска             | Андресса де Мораїс Бразилія                                         | 62,42      | Фернанда Мартінс Бразилія                                                | 60,87      | Айлен Армада Аргентина                                                          | 56,55      |
| Метання молота            | Даніела Гомес Аргентина                                             | 69,81      | Маріана Марселіно Бразилія                                               | 66,78      | Роса Родрігес Венесуела                                                         | 66,45      |
| Метання списа             | Лайла Домінгос Бразилія                                             | 57,79      | Марія Луселлі Мурільйо Колумбія                                          | 57,24      | Флор Руїс Колумбія                                                              | 56,07      |
| Семиборство               | Луїсаріс Толедо Венесуела                                           | 5989 CR    | Ванесса Шефер Бразилія                                                   | 5823       | Марта Араухо Колумбія                                                           | 5708       |

## Медальний залік
| Місце               | Країна              | Золото | Срібло | Бронза | Загалом |
| ------------------- | ------------------- | ------ | ------ | ------ | ------- |
| 1                   | Бразилія            | 15     | 19     | 10     | 44      |
| 2                   | Колумбія            | 12     | 9      | 11     | 32      |
| 3                   | Венесуела           | 8      | 4      | 1      | 13      |
| 4                   | Уругвай             | 3      | 0      | 0      | 3       |
| 5                   | Аргентина           | 2      | 3      | 11     | 16      |
| 6                   | Еквадор             | 2      | 3      | 2      | 7       |
| 7                   | Чилі                | 1      | 3      | 3      | 7       |
| 8                   | Панама              | 1      | 1      | 0      | 2       |
| 9                   | Перу                | 0      | 1      | 4      | 5       |
| 10                  | Болівія             | 0      | 1      | 1      | 2       |
| 11                  | Парагвай            | 0      | 0      | 1      | 1       |
| 11                  | Суринам             | 0      | 0      | 1      | 1       |
| Загалом (12 збірні) | Загалом (12 збірні) | 44     | 44     | 45     | 133     |